# Macintosh TV
Il Macintosh TV è stato il primo tentativo di Apple di creare un dispositivo che coniugasse un computer con una televisione.

## Introduzione
Apple introdusse questo prodotto nell'ottobre del 1993, presentandolo come una grossa innovazione, tuttavia il dispositivo non ebbe il successo che la ditta di Cupertino aveva previsto, infatti riuscì a venderne solo 10.000 pezzi.

## Specifiche
Il Macintosh TV assomigliava molto al Macintosh Performa della Serie 500, se non per il colore che era il nero. Internamente sfruttava una scheda madre di un Performa 520 e utilizzava un monitor CRT Sony Trinitron da 14 pollici.
Fra gli attacchi si trovavano, ovviamente una presa antenna, gli ingressi per mouse e tastiera, una seriale, una SCSI e un'entrata video composito con input audio stereo.
L'oggetto aveva le dimensioni di 45,3 cm x 34,3 cm x 41,91 cm e pesava 18,3 chili.

## AppleTV
Questo prodotto può considerarsi l'antenato dell'Apple TV, e probabilmente nel creare il nuovo dispositivo è stata ripresa questa idea.